# Sabzewar
Sabzewar (perski: سبزوار) – miasto w północno-wschodnim Iranie, w prowincji Chorasan. W 2005 r. miasto to zamieszkiwało 214 165 osób.
W mieście mieści się ośrodek handlowy, rzemiosła tkackiego oraz przemysłu spożywczego.